# Félix Hernández (calciatore)
Félix Hernández (Caracas, 18 aprile 1972) è un ex calciatore venezuelano, di ruolo centrocampista.

## Carriera

### Nazionale
Ha partecipato alla Copa América 1999.